# ビックリしちゃった新記録
『ビックリしちゃった新記録』（ビックリしちゃったしんきろく）は、日本テレビで2013年7月10日より8月28日まで毎週水曜日24:59 - 25:29（JST）に放送されたバラエティ番組。
2013年4月2日には『プラチナイト』枠でパイロット版が放送された。その際のタイトルは『熱血職人の技術の祭典 ビックリしちゃった新記録』だった。
2014年1月25日13:30 - 15:30には単発番組として放送された。

## 概要
熱い職人たちがビックリするような記録を目指す。

## 出演
司会
- 若林正恭（オードリー）

アシスタント
- 杉野真実（日本テレビアナウンサー）

## ネット局
| 放送地域   | 放送局              | 放送日時           | 放送期間                | 遅れ       |
| ---------- | ------------------- | ------------------ | ----------------------- | ---------- |
| 関東広域圏 | 日本テレビ（NTV）   | 水曜 24:59 - 25:29 | 2013年7月10日 - 8月28日 | 制作局     |
| 宮城県     | ミヤギテレビ（MMT） | 水曜 24:59 - 25:29 | 2013年7月10日 - 8月28日 | 同時ネット |
| 中京広域圏 | 中京テレビ（CTV）   | 月曜 26:22 - 26:54 | 2013年9月2日 - 9月30日  | 54日遅れ   |

## スタッフ

### レギュラー版
- 企画・演出：宮森宏樹
- ナレーター：西凛太朗
- 構成：桜井慎一 / 石塚祐介、大谷裕一、利光宏治
- TM：佐治佳一
- SW：三井隆裕
- カメラ：津野祐一
- MIX：今野健
- VE：久野崇文
- 照明：佐々木靖
- 編集：行木忍
- MA：山本宗太
- 音効：高取謙
- ロケ技術：ヌーベルバーグ、ビデオウィング
- 美術：林健一→高野泰人
- デザイン：平岡真穂
- CG：キャニットG
- イラスト：菱川昌造
- 編成：横田崇
- 編成企画：吉無田剛
- 営業：前田晋太郎
- リサーチ：フォーミュレーション
- TK：近藤奈々
- デスク：阿部絵里子
- 美術協力：日テレアート
- 演出補：金雪愛、山角沙織、中川浩輔
- AP：安原繭子、竜円徹
- 制作進行：鈴木麻里恵
- ディレクター：伊藤高史、菅野健治、佐伯直哉、神野正義、熊谷芳子
- 演出：諏訪一三
- プロデューサー：小野隆史、石原由季子
- チーフプロデューサー：田中宏史
- 制作協力：ZION
- 製作著作：日本テレビ

### 復活特番版（2014年1月25日放送分）
- 企画・演出：宮森宏樹
- ナレーター：西凛太朗、森富美（日本テレビアナウンサー）
- 構成：桜井慎一 / 石塚祐介、大谷裕一、利光宏治
- TM：佐治佳一
- SW：三井隆裕
- カメラ：津野祐一
- MIX：今野健
- VE：久野崇文
- 照明：宮田千尋
- 編集：行木忍
- MA：山本宗太
- 音効：高取謙
- ロケ技術：ヌーベルバーグ、ビデオウィング
- 美術：高野泰人
- デザイン：平岡真穂
- CG：キャニットG
- イラスト：菱川昌造
- 編成：横田崇
- 編成企画：鬼頭直孝
- 営業：前田晋太郎
- リサーチ：フォーミュレーション
- TK：近藤奈々
- デスク：阿部絵里子
- 美術協力：日テレアート
- 演出補：渡辺邦宏、金雪愛、小高浩志、池田翼、熊田周平
- AP：森川高行、竜円徹
- ディレクター：神野正義、菅野健治、佐伯直哉、陣崎行夫、田中真之、熊谷芳子
- 演出：諏訪一三
- プロデューサー：小野隆史、石原由季子
- チーフプロデューサー：田中宏史
- 制作協力：ZION
- 製作著作：日テレ

### パイロット版
- 企画・演出：宮森宏樹
- ナレーター：佐藤アサト
- 構成：桜井慎一 / 石塚祐介、大谷裕一、利光宏治
- TM：佐治佳一
- SW：渡辺滋雄
- カメラ：村上和正
- MIX：今野健
- VE：牛山敏彦
- 照明：佐々木靖
- 編集：行木忍
- MA：船木優
- 音効：高取謙
- ロケ技術：インテック、スムック、テレプロ、NiTRO、ビデオウィング
- 美術：林健一
- デザイン：平岡真穂
- CG・イラスト：キャニットG、泉州HIGE工房、ドラゴンプーピクチャーズ
- 編成：鈴木淳一
- 広報：玉造昌和
- 営業：竹葉信太郎
- リサーチ：フォーミュレーション
- TK：近藤奈々
- デスク：阿部絵里子
- 演出補：渡辺邦宏、伊賀瑛里子、野宮翔太
- AP：中村晃子、竜円徹
- ディレクター：伊藤高史、佐伯直哉、中島孝志、熊谷芳子
- チーフディレクター：諏訪一三
- プロデューサー：田中宏史、石原由季子
- チーフプロデューサー：菅賢治
- 制作協力：ZION
- 製作著作：日本テレビ